# Anatol Dumitraș
Anatol Dumitraș (* 14. November 1955 in Larga, Rajon Briceni; † 14. Juni 2016 in Bukarest) war ein moldauischer Schlagersänger.

## Biografie
Nach seinem Schulabschluss entschied sich Dumitraș zunächst für eine Ausbildung zum Elektriker und arbeitete nach Abschluss seiner Ausbildung kurzzeitig in einem Kolchos. Seine musikalische Neigung veranlasste ihn jedoch bald, diesen Beruf aufzugeben und sich der Musik zuzuwenden. Dumitraș begann seine musikalische Karriere 1982 als Solist der Band Bucuria. In den folgenden Jahren war er Mitglied verschiedener Formationen, darunter Legenda (1983), Plai (1986–1989, 1993), Olymp (1989–1991) und Alai (1991–1993). Ab 1993 war Dumitraș Solist an der Nationalen Philharmonie "Serghei Lunchevici" in Chișinău. Für seine künstlerischen Leistungen erhielt er 1995 den Ehrentitel Meister der Kunst der Republik Moldau. 2012 wurde ihm der prestigeträchtige Titel Volkskünstler der Republik Moldau verliehen. Dumitraș verstarb im Alter von 60 Jahren an den Folgen einer Krebserkrankung. Er wurde auf dem Zentralfriedhof in Chișinău beigesetzt.

## Diskografie (Auswahl)
- 2000: Sus paharul
- 2003: Ultima seară
- 2005: Azi la masa mare
- 2007: Anii mei, destinul meu
- 2008: Roata vieții